# جون مورر
جون مورر (بالإنجليزية: John Maurer)‏ هو فنان أمريكي، ولد في 14 يوليو 1964.

## وصلات خارجية
- جون مورر على موقع ميوزك برينز (الإنجليزية)
- جون مورر على موقع أول ميوزيك (الإنجليزية)
- جون مورر على موقع ديسكوغز (الإنجليزية)